# De roos en het zwaard
De roos en het zwaard is het 29e stripalbum in de Asterix-stripreeks, en de vijfde strip die geheel is geschreven en getekend door enkel Albert Uderzo.

## Inhoud
Het verhaal begint wanneer een vrouwelijke bard genaamd Maestria in het Gallische dorp arriveert (dat, zo blijkt, "het gekkendorp" wordt genoemd wanneer ze er naar vraagt). Zij zal de kinderen les gaan geven in plaats van Kakafonix. Deze is daar niet over te spreken, en verlaat het dorp. Maestria's gezang wordt bespot door de mannen in het dorp, maar de vrouwen vinden het juist mooi.
Echter heeft Maestria nog meer in haar mars, want Maestria blijkt een vurig feministe te zijn en stookt de vrouwen op. Zo zet ze Bellefleur ertoe aan dat ze zich niet meer laat commanderen door haar man Heroix. Heroix verlaat daarop prompt ook het dorp en Bellefleur wordt stamhoofd.
Ondertussen is Julius Caesar bezig met zijn nieuwste plan om het Gallische dorp te veroveren. Hij wil dit plan koste wat het kost geheimhouden, vooral omdat hij zijn gezicht zal verliezen tegenover de Romeinse senaat als het plan uitlekt.
In het Gallische dorp krijgt Maestria steeds meer vrouwen aan haar kant, en de sfeer in het dorp wordt steeds grimmiger. Asterix beschuldigt Maestria ervan enkel naar het dorp te zijn gekomen om zelf stamhoofd te worden, maar wanneer Maestria hem probeert te charmeren slaat hij haar in een woede-uitbarsting. Daar de Gallische wet een man verbiedt een vrouw te slaan, wordt hij tijdelijk verbannen. Zo belandt ook Asterix in het bos waar vrijwel alle Gallische mannen zich hebben teruggetrokken, en een bijzonder goed leven lijken te hebben. Toch missen de mannen hun echtgenotes, en vice versa. Daarom wordt Asterix als ambassadeur en koerier ingezet tussen de Galliërs in het dorp en die in het bos, zij het zeer tot zijn ongenoegen.
Dan arriveert het schip met Julius Caesars geheime wapen: een leger van vrouwelijke soldaten. Caesar weet dat de Galliërs nooit tegen vrouwen zullen vechten, dus kan dit leger volgens hem het dorp makkelijk innemen. De Galliërs ontdekken het plan, en Asterix besluit een list te gebruiken. Hij sluit een overeenkomst met Maestria, waarvan de inhoud voorlopig onbekend blijft maar waarvoor wel enige tijd nodig is. Iedere keer als een patrouille van de vrouwelijke soldaten het kamp nadert, begint Kakafonix te zingen wat direct een regenbui tot gevolg heeft. Deze regen jaagt alle soldaten op de vlucht terug naar hun kamp, waardoor een aanval op het dorp onmogelijk is.
Dit geeft Maestria de gelegenheid de nieuwe Romeinse soldaten definitief weg te werken. Ze laat een jaarmarkt inrichten zoals men die ook in Lutetia heeft. Als de vrouwelijke soldaten het dorp aanvallen zien ze de markt en vergeten meteen het vechten om te gaan winkelen. De sfeer in het dorp is weer hersteld, de mannen keren weer terug en de feministische invloeden verdwijnen uit het dorp. Maestria vertelt tijdens het traditionele slotbanket dat ze terugkeert naar Lutetia .
Helaas voor Caesar is het nieuws over zijn geheime wapen, en vooral het feit dat ook dit wapen heeft gefaald, uitgelekt. En zoals hij al vreesde is hij nu het lachertje van Rome.

## Notities
- Dit album parodieert vooral feminisme en geheime legerstrategieën.
- Dit is het tweede album waarin Asterix uit het dorp wordt verbannen. De eerste keer was in Asterix en de koperen ketel.
- Het is meteen ook het zevende album waarbij alles zich in en rond het dorp afspeelt; de vorige keren waren Asterix de Galliër, De intrigant, De ziener, De Romeinse lusthof, De zoon van Asterix en Obelix en Co.
- Dit album gebruikt een aantal plotelementen uit vorige strips zoals Asterix en de Goten, en een paar mini-verhalen.
- Met de draak in dit album is het de eerste maal dat er een bovennatuurlijk dier in de avonturen van Asterix verschijnt.
- Kakofonix zit in het slotbanket aan het einde van het verhaal niet vastgebonden. Wel wordt er in de koptekst vermeld dat hij onder voorwaarden mag aanzitten en is hij duidelijk gespannen terwijl Hoefnix een vermanende vinger naar hem opheft.
- Als de mannen het dorp verlaten hebben laat Heroix zich ronddragen zonder schild.
- Op pagina 34 staat een karikatuur van de Italiaanse acteur Aldo Maccione.